# 前13年
| 千纪： | 前1千纪                                                                                                  |
| 世纪： | 前2世纪 \| 前1世纪 \| 1世纪                                                                              |
| 年代： | 前40年代 \| 前30年代 \| 前20年代 \| 前10年代 \| 前0年代 \| 0年代 \| 10年代                               |
| 年份： | 前18年 \| 前17年 \| 前16年 \| 前15年 \| 前14年 \| 前13年 \| 前12年 \| 前11年 \| 前10年 \| 前9年 \| 前8年 |
| 纪年： | 西汉永始四年                                                                                             |

## 出生
- 大阿格里皮娜，羅馬帝國早期的著名貴族婦女。（33年逝世）